# Serial televisivo

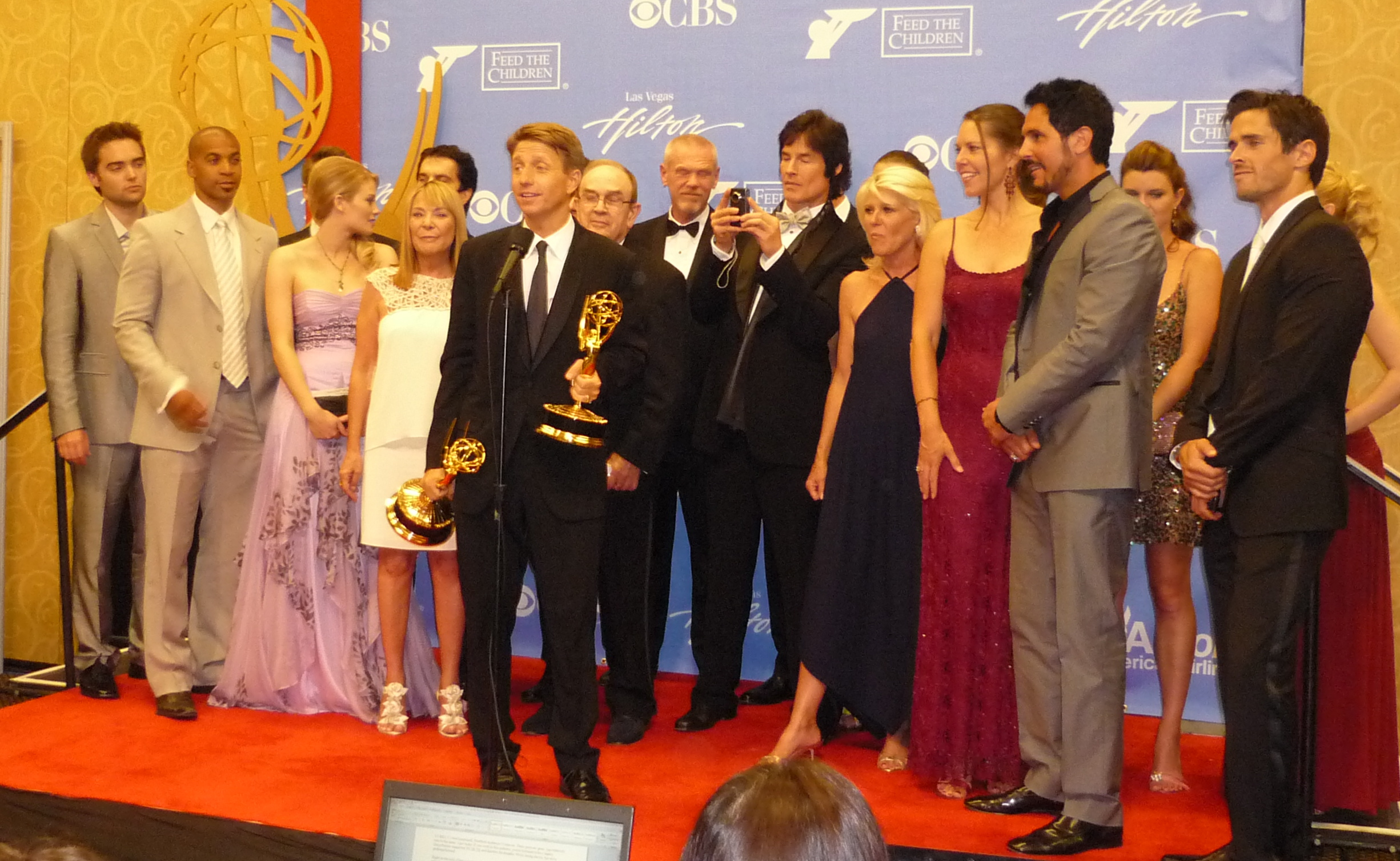
Reparto y equipo de la telenovela "The Bold and the Beautiful". Premios Daytime Emmy, 2010.

Un serial televisivo o telenovela estadounidense (en inglés, soap opera) es una modalidad de folletín que se difunde a través de la televisión en forma de entregas periódicas habitualmente diarias. Presenta dos características principales: por un lado, sus episodios no poseen unidad argumental en sí mismos, sino que las tramas quedan abiertas para los capítulos siguientes; y, por otro, la producción arranca sin un calendario previsto de cierre.
La exaltación de los sentimientos, la multiplicidad de tramas y el uso de personajes estereotípicos son otros rasgos que definen al serial. En sus orígenes, estaba orientado sobre todo a un público femenino, pero, en los últimos tiempos, las cadenas se han apoyado en este género para segmentar a la audiencia. Es el caso de los llamados seriales juveniles.
El serial también se utiliza a veces como forma de organización de las tramas de una serie de ámbito general, organizando las temporadas en una sucesión de seriales que cuentan las tramas por entregas, en lugar de emplear episodios independientes para desarrollar cada temporada. Otras veces una temporada de una serie puede estar compuesta indistintamente por episodios individuales y por seriales, alternando ambos formatos de trama a lo largo de toda la serie.
Según Albert Moran, uno de los rasgos definitorios que hacen de un programa de televisión una telenovela es "aquella forma de televisión que funciona con una narrativa abierta continua. Cada episodio termina con la promesa de que el argumento continuará en otro episodio". En 2012, el columnista de Los Angeles Times Robert Lloyd escribió sobre los dramas diarios: :Aunque melodramáticamente llenas de acontecimientos, las telenovelas como ésta también tienen un lujo de espacio que las hace parecer más naturalistas; de hecho, la economía de la forma exige escenas largas, y las conversaciones que una serie semanal de 22 episodios por temporada podría prescindir en media docena de líneas de diálogo pueden alargarse, como aquí, durante páginas. Pasas más tiempo incluso con los personajes secundarios; los aparentes villanos se vuelven menos aparentemente villanos.
Los argumentos de las telenovelas se desarrollan simultáneamente, se entrecruzan y dan lugar a nuevos acontecimientos. Un episodio de una telenovela suele alternar varios hilos narrativos simultáneos que a veces se interconectan y se afectan mutuamente, o pueden transcurrir de forma totalmente independiente. Los episodios pueden presentar algunas de las tramas actuales de la serie, pero no siempre todas. Especialmente en las series diurnas y en las que se emiten todos los días de la semana, hay cierta rotación tanto de argumentos como de actores, de modo que un argumento o un actor determinado aparecerá en algunos episodios de una semana, pero no en todos. Las telenovelas rara vez concluyen todas las tramas al mismo tiempo. Cuando un argumento termina, hay otros hilos argumentales en diferentes etapas de desarrollo. Los episodios de las telenovelas suelen terminar con algún tipo de cliffhanger, y el final de temporada (si una telenovela incorpora una pausa entre temporadas) termina de la misma manera, sólo para resolverse cuando el programa regresa para el comienzo de una nueva emisión anual.
Las telenovelas vespertinas y las que se emiten a razón de un episodio por semana tienen más probabilidades de contar con todo el reparto en cada episodio y presentar todas las tramas actuales. Las telenovelas nocturnas y las series que sólo se emiten durante una parte del año tienden a llevar las cosas a un punto dramático de final de temporada.

## Historia
El origen de los seriales se remonta a los folletines de la literatura popular de finales del siglo XIX en Europa y el mundo anglosajón. Las mujeres demostraron ser un excelente mercado para las historias seriadas, basadas casi siempre en las fantásticas desventuras de una protagonista. Esto derivó, por una parte, en el género literario de la novela romántica y, por otra, en el serial radiofónico, cuyo modelo narrativo puede considerarse como el antecedente más cercano del serial televisivo.
En los años treinta del siglo XX se comenzaron a emitir en Estados Unidos en radio soap operas como Painted Dreams. Actualmente, la soap opera de radio de mayor duración es The Archers de la BBC, que comenzó en 1951 y lleva más de 16.300 episodios.
En 1949 debutó en NBC These Are My Children, el primer daytime drama (nombre alternativo para este género) de la televisión estadounidense, que no duró más de un mes. Guiding Light es la soap opera de mayor duración, con más 18,000 episodios desde su estreno el 25 de enero de 1937 en NBC Radio y el 30 de junio de 1952 en televisión por CBS.

## Origen del nombre
El nombre soap opera significa "obras de jabón", literalmente. Este nombre tan peculiar tiene como origen que en Estados Unidos las primeras soap operas eran dirigidas a las amas de casa que se quedaban en su hogar en las mañanas mientras sus esposos iban a trabajar. Los patrocinadores, conscientes de su mercado, interrumpían la transmisión regularmente para anunciar productos de limpieza como jabón. El mercado y el público cambiaron, más el nombre con que fueron conocidas se quedó e incluso se traduce directamente a otros idiomas (como en noruego såpeopera).

## Producción y programación
A diferencia de las series, que suelen plantearse para trece episodios o 22 episodios cada temporada, los seriales comienzan a producirse sin un número determinado de capítulos. No hay un final previsto. La producción queda sujeta así a la evolución de los resultados de audiencia obtenidos, que deciden su retirada o permanencia. Algunos seriales han conseguido mantenerse en emisión durante décadas. Es el caso del británico Coronation Street, estrenado en 1960, que aún sigue ofreciendo ITV.
Los seriales suelen emitirse en tira diaria (en inglés, strip), técnica de programación que consiste en ofrecer el mismo programa todos los días (por lo general, de lunes a viernes), a la misma hora. Ello condiciona los ritmos de producción, que resultan especialmente intensos.
El serial televisivo suele concebirse para el daytime (bandas diurnas), término que se utiliza como oposición del prime time. De ahí que suelan ser producciones de bajo coste, comparativamente con otros géneros de la ficción, dado el menor consumo que se registra en el daytime.

## Tramas y argumentos
El rasgo más singular de los seriales es que las tramas se mantienen abiertas episodio tras episodio, lo que marca la diferencia con las series, que, por norma general, presentan capítulos autoconclusivos. Esta característica le convierte en un producto con una fuerte capacidad de fidelización, que proviene de la horizontalidad de sus tramas y de la técnica del suspense.
Las principales características que definen a las telenovelas son "un énfasis en la vida familiar, las relaciones personales, los dramas sexuales, los conflictos emocionales y morales; cierta cobertura de temas de actualidad; ambientadas en interiores domésticos familiares con sólo ocasionales excursiones a nuevas localizaciones". En consonancia con estas características, la mayoría de las telenovelas siguen las vidas de un grupo de personajes que viven o trabajan en un lugar concreto, o se centran en una gran familia extensa. Los argumentos siguen las actividades cotidianas y las relaciones personales de estos personajes. Las narrativas de las telenovelas, como las de los melodramas cinematográficos, están marcadas por lo que Steve Neale ha descrito como "sucesos fortuitos, coincidencias, encuentros perdidos, conversiones repentinas, rescates y revelaciones de última hora, finales deus ex machina. '" Estos elementos pueden encontrarse en toda la gama de telenovelas, desde EastEnders' hasta Dallas].
Los ejes temáticos del serial son fundamentalmente dos: las relaciones humanas y las relaciones laborales. El primer tema, que acapara la mayor parte de las tramas, apela directamente al plano de los sentimientos, relacionado históricamente con el rol social femenino. De este modo, los productores se garantizan la atención de las mujeres, el público que más consume televisión en el daytime.
Este hilo argumental se acompaña de tramas radicadas en el mundo de los negocios, asociadas al rol masculino, con la pretensión de que el producto sea visto también por hombres. Actualmente también de mujeres con negocios y hasta negocios secundarios de trama rápida de hasta 10 capítulos.
El interés por integrar el mayor número de espectadores posible está presente incluso en los seriales que tienden hacia la segmentación de la audiencia. En el caso de los llamados seriales juveniles, se abordan universos temáticos válidos tanto para adolescentes y jóvenes como para adultos. Un ejemplo es el título español Al salir de clase, emitido por Telecinco entre 1997 y 2002, que mezclaba tramas y personajes claramente juveniles, a partir de un entorno estudiantil, con otras adultas, a través de conflictos familiares y con los profesores.
En muchas telenovelas, sobre todo en las series diurnas de EE. UU., los personajes suelen ser atractivos, seductores, glamorosos y adinerados. Las telenovelas del Reino Unido y Australia tienden a centrarse en personajes y situaciones más cotidianos, y suelen estar ambientadas en entornos de clase trabajadora. Muchas de las telenovelas producidas en esos dos países exploran argumentos de realismo social como la discordia familiar, la ruptura matrimonial o los problemas financieros. Tanto en las telenovelas británicas como en las australianas aparecen elementos cómicos, a menudo estereotipos cómicos cariñosos, como el cotilla o el viejo gruñón, que se presentan como contrapunto cómico a la confusión emocional que les rodea. Esto difiere de las telenovelas estadounidenses, en las que este tipo de comedia es poco frecuente. Las telenovelas británicas afirman con frecuencia que presentan la "realidad" o pretenden tener un estilo "realista". Las telenovelas británicas también destacan con frecuencia su ubicación geográfica como una característica clave que define el programa, al tiempo que representan y aprovechan el atractivo exótico de los estereotipos relacionados con la ubicación. Por ejemplo, EastEnders se centra en la vida dura y sombría del East End de Londres; Coronation Street y sus personajes exhiben la característica estereotipada de "hablar claro en el norte".
| Si queremos mezclar un actor de nuevo en un espectáculo, siempre hay una manera. Por lo general, se puede encontrar una manera de torcer y manipular algo. Rara vez ves un cadáver, pero oye, incluso si lo haces, él o ella siempre puede volver para interpretar al gemelo idéntico malvado.—Marlena Laird en 1992, durante su etapa como productora de línea y directora de Hospital General. |

Romance, relaciones secretas, aventuras extramatrimoniales y odio genuino han sido la base de muchos argumentos de telenovelas. En las series diurnas estadounidenses, los personajes más populares de las telenovelas y los argumentos más populares solían tener un romance del tipo de los que se presentan en las novelas románticas de bolsillo. Los argumentos de las telenovelas tejen intrincadas, enrevesadas y a veces confusas historias de personajes que tienen aventuras, conocen a misteriosos desconocidos y se enamoran, y que cometen adulterio, todo lo cual mantiene a la audiencia enganchada al desarrollo de la historia. Delitos como el secuestro, la agresión (a veces sexual) e incluso el asesinato pueden quedar impunes si se quiere retener al autor en la historia en curso.
Las telenovelas australianas y británicas también incluyen una proporción significativa de historias románticas. En Rusia, las series más populares exploran la "cualidad romántica" de la vida criminal y/o oligarca.
En los argumentos de las telenovelas, a menudo aparecen hijos, hermanos y gemelos (incluidos los variedad maligna) desconocidos de personajes ya establecidos, que alteran y revitalizan el conjunto de relaciones examinadas por la serie. Las calamidades inesperadas interrumpen bodas, partos y otros acontecimientos importantes de la vida con inusitada frecuencia.
Al igual que en los cómics -otra forma popular de narración lineal pionera en EE. UU. durante el siglo XX- la muerte de un personaje no se garantiza que sea permanente. En The Bold and the Beautiful, Taylor Hayes (Hunter Tylo) se mostró flatline y tuvo un funeral. Una vez que Tylo retomó su personaje en 2005, una retcon explicó que Taylor en realidad había entrado en coma.
Las acrobacias y la acción física compleja brillan por su ausencia, especialmente en las series diurnas. A menudo tienen lugar fuera de la pantalla y se mencionan en los diálogos en lugar de mostrarse. Esto se debe a que las escenas de acrobacias o de acción son difíciles de representar adecuadamente sin movimientos complejos, tomas múltiples y montaje de postproducción. Cuando los episodios se emitían en directo, el trabajo de postproducción era imposible. Aunque hace tiempo que todos los seriales se graban en cinta, el trabajo de postproducción y las tomas múltiples, aunque posibles, no son factibles debido a los ajustados calendarios de grabación y los bajos presupuestos.

## Serial vs. telenovela
La telenovela puede entenderse como la versión latinoamericana del serial anglosajón. A pesar de que ambos términos se usan como homólogos, existen marcadas diferencias narrativas y de producción, hasta el punto de que la telenovela puede ser considerada, en sí misma, como un género.

### Duración
La principal diferencia es que la telenovela se concibe, desde el primer momento, con un final previsto. Por lo general, la producción se plantea para una duración estándar de un año, al cabo del cual concluye la emisión, sin posibilidad de continuidad, independientemente de su éxito. Como se ha señalado, el serial arranca sin un número determinado de episodios y su permanencia en antena está en función de su rendimiento de audiencia.
El argumento, los medios de producción y el reparto de una telenovela están generalmente determinados desde antes del inicio de su grabación, mientras que, en el caso de una soap opera, estos se van modificando conforme se desarrolla la historia. Los seriales cambian así constantemente de actores, escritores, directores e, incluso, escenarios.

### Contenido y moral
La telenovela es un género característico de los países iberoamericanos, cuya realidad sociocultural y religiosa ha condicionado históricamente los ejes temáticos, contenidos y usos narrativos de este género. En sus orígenes, las telenovelas presentaban historias fuertemente vinculadas a la moral católica, con la idea del pecado como perspectiva dominante. Las soap operas, en cambio, contienen una moral típicamente protestante, derivada de su origen anglosajón.
La telenovela se encuentra actualmente en un proceso de cambio, que está desdibujando sus pautas narrativas iniciales, hoy cubriendo pautas juveniles, y asuntos de pareja más crudos, no condicionados por la religión. A ello también contribuye su fuerte expansión mundial, en un primer momento a países como España y Portugal, después a Europa Oriental y a Europa Occidental, y luego a Estados Unidos, a raíz de éxitos internacionales como lo fueron la Trilogía de Marías de Televisa, las mexicanas María la del Barrio, Marimar y María Mercedes, así como el drama colombiano Yo soy Betty, la fea.

## Famosos de lassoap operas
Algunos de los actores y cantantes que han utilizado de este tipo de programas como plataforma para después comenzar una carrera en películas o en la música son, entre muchos otros: Shakira (en telenovela colombiana), Thalía, Jennifer Lopez, George Clooney, Ricky Martin (en telenovela mexicana), Natalie Imbruglia y Kylie Minogue. O al revés han comenzado fuera y se han atrevido a actuar en un serial, Edurne (en serial de España)

## Lista de algunassoap operasfamosas
- Dallas (1980-1991, CBS, Estados Unidos)
- Flamingo Road (1980-1982, NBC, Estados Unidos)
- Dynasty (1981-1989, ABC, Estados Unidos)
- Falcon Crest (1981-1990, CBS, Estados Unidos)
- The Bold and the Beautiful (1987-presente, CBS, Estados Unidos)
- General Hospital (1963-presente, ABC, Estados Unidos)
- As The World Turns (1956-2011, CBS, Estados Unidos)
- The Young and the Restless (1973-Presente, CBS, Estados Unidos)
- Eastenders (1985-presente, BBC, Reino Unido)
- Coronation Street (1960-presente, ITV, Reino Unido)
- Hotel Cæsar (1998-presente, TV2, Noruega)
- Neighbours (1985-presente, Seven Network, Australia)
- Goenkale (1994-2015, ETB1, País Vasco)
- El súper. Historias de todos los días (1996-1999, Telecinco, España)
- Calle nueva (1997-2000, TVE, España)
- Al salir de clase (1997-2002, Telecinco, España)
- Arrayán (2001-2013, Canal Sur, España)
- El secreto de Puente Viejo (2011-2020, Antena 3, España)
- Amar es para siempre (2013-2024, Antena 3, España)
- Acacias 38 (2015-2023, TVE, España)

A partir de los años noventa, muchas de las series dramáticas de televisión incorporan de forma sistemática elementos del serial, como la continuidad de algunas tramas (sobre todo las referidas al desarrollo del personaje) durante varios episodios o una temporada entera, o el énfasis en el drama y los sentimientos. Ejemplos de esta tendencia son Beverly Hills, 90210 (1990-2000, FOX, Estados Unidos) y ER (1994-2009, NBC, Estados Unidos).